# نويد درزاده
نويد محمد درزاده، لاعب كرة قدم قطري يلعب حالياً في النادي الأهلي .